# عمر أرويو سانشيز
عمر أرويو سانشيز (بالإسبانية: Omar Arroyo Sánchez)‏ (1 أبريل 1992 - ) هو لاعب كرة قدم مكسيكي في مركز الهجوم.